# No lo sé, suerte, quizás
No lo sé, suerte, quizás es el primer disco como solista del cantante de rock argentino Miguel Zavaleta; reconocido por ser el ex líder del grupo de rock & roll y new wave de los años ochenta,  Suéter. Fue publicado en el año 2011 a través de internet, debido a que las compañías grabadoras no aceptaban el material del músico. Recién tuvo una edición física en el año 2022 a través del sello Ediciones Insolubles Records.
Este álbum cuenta con varias colaboraciones de distintos artistas, entre ellos Jorge Minissale, Gustavo Donés (estos dos últimos son exintegrantes de  Suéter) y Palo Pandolfo.

## Historia
Originalmente No lo sé, suerte, quizás;  pretendía ser el sexto trabajo discográfico de la agrupación Suéter, después del último material que habían grabado la banda en el año 1995 con el álbum Sueter 5. Sin embargo, las desavenencias por parte de los integrantes como también la repentina muerte del bajista Gustavo Donés debido a un cáncer; la banda se disuelve en diciembre de 2007 y el material no se graba y queda inconcluso por tres años. El disco se terminó de editar de forma independiente a fines del año  2010 y presentado en febrero de 2011. Zavaleta lo publicó desde su propia página web con la siguiente nota:

Mi primer disco solista, que en realidad iba a ser el sexto disco de Suéter. Tocado por tres miembros históricos de la banda (Gus Donés, Jorge Minissale y yo) con Fresa Robic en batería, e invitados de la talla del Sr Palo Pandolfo, con un coro femenino sensacional, con mezclas de diferentes productores a los que yo admiro (Baileron, Breuer, Cardozo, Leguizamon, Sbaraglia). Es realmente un orgullo para mi, insisto en ni tratar de explicar su música, solo comentar que fue un disco al que nos abocamos con la alegría de casi principiantes, agregando que a mi lado tenía a mi querido amigo Gus Donés, quien antes que el disco estuviera terminado y luego de una relativamente corta enfermedad, nos dejó en esta vida, extrañándolo y a mi, especialmente creo, atónito por lo que jamás pensé que podría suceder, que se muriera Gus, mi amigo Gus, ese maestro de la música y la vida, ese payaso bueno, con toques de sabiduría y kilos de humor, es para mí el alma de este disco y cuando en algunos coros oigo su voz, me ayuda a no darme por vencido en esta epopeya de campear los cambios radicales en el mundo de esta música llamada rock, incluidos los cambios dramáticos del llamado, negocio musical. Pero no quiero ni sé hablar de esos temas, de lo que creo saber es de la necesidad de hacer música para alguien, de mostrar lo que hago, de compartir grabaciones y recitales con amigos, con otros músicos, de estar frente a ese monstruoposibleamigo llamado público, de eso sí creo saber y presiento que si logro que mi disco llegue a la gente, poco a poco va a ir abriéndome un camino, al que pretendo llenar de música. Qué pasara?... Sólo el destino lo sabe, gracias.
Miguel Zavaleta, 17 de febrero de 2011.

Este material fue grabado de forma independiente y alternativa, debido a que el músico consideraba que las compañías discográficas como PolyGram (luego llamada Universal Music Group); lo destruyeron como artista. Particularmente, consideró que Internet era una herramienta del cual manifestó «En un océano de cosas como es la web, mi disco también podría tener su lugar».

## Lista de canciones
Todas las canciones escritas y compuestas por Miguel Zavaleta excepto las que indiquen. 
| N.º   | Título                      | Escritor(es)                              | Duración |  |
| 1.    | «De Lomas a Morón»          | Miguel Zavaleta/Jorge Alen/Gustavo Navaro | 04:11    |  |
| 2.    | «Tus ojos son una radio»    | Miguel Zavaleta                           | 03:57    |  |
| 3.    | «Vuelvo a Salta»            | Miguel Zavaleta                           | 04:17    |  |
| 4.    | «Dímelo después»            | Miguel Zavaleta/Gustavo Donés             | 03:54    |  |
| 5.    | «Marangantú»                | Miguel Zavaleta                           | 04:10    |  |
| 6.    | «Caminos paralelos»         | Miguel Zavaleta                           | 03:43    |  |
| 7.    | «Yo te amo»                 | Miguel Zavaleta                           | 03:12    |  |
| 8.    | «Su única diferencia»       | Miguel Zavaleta                           | 04:40    |  |
| 9.    | «El cielo»                  | Miguel Zavaleta                           | 04:00    |  |
| 10.   | «Dímelo después (acústico)» | Miguel Zavaleta/Gustavo Donés             | 03:54    |  |
| 11.   | «Tema para Gus»             | Miguel Zavaleta                           | 04:22    |  |
| 12.   | «5 gorditas (instrumental)» | Gustavo Donés                             | 01:16    |  |
| 43:36 |                             |                                           |          |  |

## Otros datos
- La canción «Vuelvo a Salta», que habla del retorno de su autor a la provincia natal de su familia, había ganado en 2006, el concurso de compositores y autores de SADAIC a la mejor canción, rubro rock.[4]
- El álbum contiene una nueva versión de la balada «Su única diferencia»; tema grabado en el primer disco homónimo de Suéter de 1982.
- La canción «Tema para Gus» está dedicada al bajista Gustavo Donés, quien murió de cáncer antes de la salida del disco en el año 2007.
- El nombre del disco incluye la palabra "suerte", que es un anagrama de "suéter".

## Músicos
- Miguel Zavaleta: Teclados y voz
- Jorge Minissale: Guitarra
- Gustavo Donés: Bajo eléctrico
- Juan del Barrio: Teclados
- Hernán "Fresa" Robic: Batería